# ميخائيل تشونغ
ميخائيل تشونغ هو سياسي كندي، ولد في 22 نوفمبر 1971 في وندسور في كندا. نشط حزبياً في حزب المحافظين الكندي.

## مناصب
- انتخب وزير الشؤون الحكومية الدولية [الإنجليزية]‏ (6 فبراير 2006 – 26 نوفمبر 2006).
- انتخب رئيس مجلس الملكة الخاص بكندا [الإنجليزية]‏ (6 فبراير 2006 – 26 نوفمبر 2006).
- في الانتخابات الفيدرالية الكندية 2019، انتخب عضو مجلس العموم الكندي عن دائرة Wellington—Halton Hills (federal electoral district) [الإنجليزية]‏ وقد انضم خلال فترته النيابية [الإنجليزية]‏ (21 أكتوبر 2019 – ) للكتلة البرلمانية حزب المحافظين الكندي.
- في 2004 Canadian federal election [الإنجليزية]‏، انتخب عضو مجلس العموم الكندي عن دائرة Wellington—Halton Hills (federal electoral district) [الإنجليزية]‏ وقد انضم خلال فترته النيابية [الإنجليزية]‏ (28 يونيو 2004 – 22 يناير 2006) للكتلة البرلمانية حزب المحافظين الكندي.
- في الانتخابات الاتحادية الكندية 2006 [الإنجليزية]‏، انتخب عضو مجلس العموم الكندي عن دائرة Wellington—Halton Hills (federal electoral district) [الإنجليزية]‏ وقد انضم خلال فترته النيابية [الإنجليزية]‏ (23 يناير 2006 – 13 أكتوبر 2008) للكتلة البرلمانية حزب المحافظين الكندي.
- في الانتخابات الاتحادية الكندية 2008 [الإنجليزية]‏، انتخب عضو مجلس العموم الكندي عن دائرة Wellington—Halton Hills (federal electoral district) [الإنجليزية]‏ وقد انضم خلال فترته النيابية [الإنجليزية]‏ (14 أكتوبر 2008 – 1 مايو 2011) للكتلة البرلمانية حزب المحافظين الكندي.
- في الانتخابات الاتحادية الكندية 2011 [الإنجليزية]‏، انتخب عضو مجلس العموم الكندي عن دائرة Wellington—Halton Hills (federal electoral district) [الإنجليزية]‏ وقد انضم خلال فترته النيابية [الإنجليزية]‏ (2 مايو 2011 – 18 أكتوبر 2015) للكتلة البرلمانية حزب المحافظين الكندي.
- في الانتخابات الفيدرالية الكندية 2015، انتخب عضو مجلس العموم الكندي عن دائرة Wellington—Halton Hills (federal electoral district) [الإنجليزية]‏ وقد انضم خلال فترته النيابية [الإنجليزية]‏ (19 أكتوبر 2015 – 11 سبتمبر 2019) للكتلة البرلمانية حزب المحافظين الكندي.

## وصلات خارجية
- الموقع الرسمي